# Zatoka Szelichowa
Zatoka Szelichowa (ros. залив Шелихова, zaliw Szelichowa) – zatoka Morza Ochockiego, w azjatyckiej części Rosji.
Leży w północnej części Morza Ochockiego, na zachód od Kamczatki; długość około 650 km, szerokość u wejścia (pomiędzy przylądkami Tołstoj i Południowym) 130 km, największa 300 km; głębokość do 350 m; posiada wiele zatok drugorzędnych, dwie największe (Giżygińska i Zatoka Penżyńska) leżą w północnej części, rozdzielone półwyspem Tajgonos. 
Od grudnia do maja pokryta lodem. Pływy morskie o wysokości do 13 m.
Do zatoki Szelichowa uchodzą liczne, niezbyt długie rzeki mające źródła w Górach Kołymskich (m.in. Jama), Koriackich i Środkowych.